# Reprezentacja Wielkiej Brytanii w ice speedwayu
Reprezentacja Wielkiej Brytanii w ice speedwayu – grupa zawodników ice speedwaya reprezentujących Wielką Brytanię w sportowych imprezach międzynarodowych. Za jej funkcjonowanie odpowiedzialny jest Auto-Cycle Union (ACU).
Nie jest ona reprezentacją Zjednoczonego Królestwa Wielkiej Brytanii i Irlandii Północnej, a wyłącznie Wielkiej Brytanii (Anglia, Szkocja i Walia). Sport motocyklowy w Irlandii Północnej jest zarządzany przez irlandzki związek Motor Cycle Union of Ireland (MCUI).
W latach 1966–1973 w rozgrywkach o indywidualne mistrzostwo świata nie występowali reprezentanci Australii i Nowej Zelandii, a zawodnicy z tych krajów startowali jako reprezentanci Wielkiej Brytanii (de facto Wspólnoty Narodów).
W latach 70. XX wieku istniała zarządzana przez Scottish Auto Cycle Union (SACU) reprezentacja Szkocji, której reprezentantem był w 1975 roku Bobby Beaton. W tym czasie reprezentacja zarządzana przez ACU występowała jako reprezentacja Anglii.

## Historia
Pierwszym Brytyjczykiem rywalizującym na torach lodowych był Bruce Semmens, ścigający się w latach 1949-1952 w rozgrywkach ligi szwedzkiej. Brytyjczycy w światowych rozgrywkach motocyklowych na lodzie zadebiutowali w 1966 roku. Pierwszym brytyjskim finalistą indywidualnych mistrzostw świata był Szkot Andrew Ross, który w finałowych rozgrywkach zajął 12. miejsce w 1969 roku i 7. miejsce rok później.

### Lata 1970–1979
W 1970 roku Wielką Brytanię reprezentował też Australijczyk, Geoff Mudge. W pierwszej połowie lat 70. w rundach eliminacyjnych mistrzostw świata występował Richard Greer, zajmując z 9 punktami 11. pozycję w Grenoble w 1972 roku, w kolejnych dwóch sezonach przystępował do eliminacji w Assen. Innymi reprezentantami (wówczas Anglii) w tym okresie byli Joe Hughes, Bill McCann, Roger Johns i Martin Ruck. Kolejnym reprezentantem Wielkiej Brytanii w finale światowym był Nowozelandczyk Bruce Cribb w 1978 roku. Cribb w tych zawodach był rezerwowym, nie zdobył punktów i sklasyfikowany został na 18. pozycji.

### Lata 80. i 90.
W kolejnej dekadzie w reprezentacji występowali także Paul Evitts, John Walmsley, Neil Tuxworth, Graham Halsall, Lee Pavitt i Ian Pratt, jednak tylko Cribbowi udało się awansować do finału światowego w 1988 roku w którym zajął 16. miejsce. W 1992 roku drużyna brytyjska zadebiutowała drużynowych mistrzostwach świata. W półfinale rozgrywanym w szwedzkim Karlstad, zespół brytyjski w składzie John Walmsley, Steve Smith i Graham Halsall zajął 5. miejsce i nie awansował do dalszych rozgrywek. Ten sam rezultat odnieśli Brytyjczycy w zmienionym składzie (Walmsleya zastąpił Cribb) rok później, w Berlinie - był to ich ostatni występ w rozgrywkach drużynowych.

### XXI wiek
Na przełomie stuleci jedynym reprezentantem kraju był Graham Halsall, którego największym osiągnięciem był występ w finale indywidualnych mistrzostw Europy w 2003 roku, w zawodach rozegranych w Ufie zajął 16. miejsce. Od 2004 reprezentantem Wielkiej Brytanii był Mark Uzzell. W 2009 roku karierę zakończył Hallsall, a nowym reprezentantem kraju został Kevin Rowand, który na arenie międzynarodowej zadebiutował w eliminacjach mistrzostw Europy w Łuchowicach, gdzie zajął ostatnie 17. miejsce. W zawodach tych startował także Uzzell, który występ zakończył na 13. pozycji. Występy na torach lodowych Rowand zakończył w 2011 roku, natomiast Uzzell rok później. Kolejnym reprezentantem Wielkiej Brytanii był Tom Dixon, który występował w 2020 roku w zawodach rozgrywanych w Szwecji i Niemczech, oraz wraz z Robem Irvingiem w 2022 brali udział w pucharze Roelofa Thijsa.

## Osiągnięcia

### Mistrzostwa świata
Drużynowe mistrzostwa świata
- 7. miejsce: 
  - 1984 -  Bruce Cribb, Pat McCann, Neil Tuxworth

- 5. miejsce w półfinale: 
  - 1992 - John Walmsley, Steve Smith, Graham Halsall
  - 1993 -  Bruce Cribb, Steve Smith, Graham Halsall

Indywidualne mistrzostwa świata
- 7. miejsce:
  - 1970 –  Andy Ross

- 11. miejsce:
  - 1969 –  Andy Ross

- 16. miejsce:
  - 1988 –  Bruce Cribb

- 18. miejsce:
  - 1978 –  Bruce Cribb

Indywidualne mistrzostwa Europy
- 16. miejsce:
  - 2003 – Graham Halsall

## Byli reprezentanci Wielkiej Brytanii
- Gordon Allan
- Bruce Cribb[b]
- Tim Dixon
- Paul Evitts
- Don Godden
- Martin Goodwin
- Richard Greer
- Graham Halsall
- Joe Hughes
- Robert Irving
- Roger Johns
- Ivan Mauger
- Pat McCann
- Graham Miles
- Kevin Mitchell
- Geoff Mudge
- Roger Newton
- Lee Pavitt
- Ian Pratt
- Andy Ross
- Kevin Rowand
- Martin Ruck
- Malcolm Simmons
- Stephen Smith
- Neil Tuxworth
- Mark Uzzell
- John Walmsley
- Reg Wilson
- Doug Wyer
- Dave Younghusband